# Правовая реформа в Азербайджане
С обретением независимости (Конституционный Закон «О восстановлении государственной независимости Азербайджанской Республики», 18 октября 1991 года) правительством Азербайджанской Республики были приняты определённые меры для усовершенствования правовой системы, повышения её эффективности.
Правовая система Азербайджана основана на системе гражданского права. Конституция Азербайджана, принятая в 1995 году в результате общенационального референдума, является высшей юридической силой в стране. Разделение полномочий между законодательной, судебной и исполнительной ветвями было сформировано в соответствии с Конституцией.
Законодательная система Азербайджанской Республики состоит из следующих нормативно-правовых актов:
1. Конституция
2. акты, принятые референдумом,
3. законы
4. распоряжения и постановления Кабинета министров Азербайджана
5. нормативные акты центральных органов исполнительной власти.
6. международные договоры[2]

## Разделение властей
Согласно Конституции, Азербайджан является демократической, правовой, светской и унитарной республикой. Государственная власть разделена между тремя отделами: Милли Меджлисом (законодательная власть), Президентом (исполнительная власть) и судами (судебная власть).
Милли Меджлис - однопалатный орган с 125 парламентариями, избранными сроком на 5 лет. Главой государства Азербайджана является Президент, который избирается на 7 лет. Вице-президент является вторым конституционным должностным лицом после президента в Азербайджане и назначается или освобождается от должности Президентом. Президент формирует Кабинет министров под председательством премьер-министра для реализации исполнительной власти. Судебная власть осуществляется через Конституционный суд, Верховный суд, Апелляционные суды, обычные и другие специализированные суды.
После принятия Конституции (1995) новые законодательные акты и поправки были изданы в соответствии с демократическими принципами и в соответствии с требованиями международного права в рамках правовых реформ.

### Конституция и конституционные законы
1. Конституционный закон Азербайджанской Республики о регулировании прав и свобод человека в Азербайджанской Республике (29 декабря 1998 года);
2. Конституционный закон Азербайджанской Республики об утверждении Конституции Нахичеванской Автономной Республики (24 декабря 2002 года);
3. Конституционный закон Азербайджанской Республики «О нормативных правовых актах» (21 декабря 2010 года)[3]

### Кодексы
1. Трудовой кодекс Азербайджанской Республики (1 февраля 1999 года);
2. Гражданский кодекс Азербайджанской Республики (28 декабря 1999 года);
3. Гражданский процессуальный кодекс Азербайджанской Республики (28 декабря 1999 года);
4. Семейный кодекс Азербайджанской Республики (28 декабря 1999 года);
5. Уголовный кодекс Азербайджанской Республики (30 декабря 1999 года);
6. Кодекс об административных проступках Азербайджанской Республики (11 июля 2000 года);
7. Налоговый кодекс Азербайджанской Республики (11 июля 2000 года);
8. Уголовно-процессуальный кодекс Азербайджанской Республики (14 июля 2000 года);
9. Кодекс исполнения наказаний Азербайджанской Республики (14 июля 2000 года);
10. Избирательный кодекс Азербайджанской Республики (27 мая 2003 года);
11. Административный процессуальный кодекс Азербайджанской Республики (30 июня 2009 года);
12. Жилищный кодекс Азербайджанской Республики (15 ноября 2011 года)
13. Миграционный кодекс Азербайджанской Республики (2 июля 2013 года)[3]

### Законы
1. Закон Азербайджанской Республики о свободе совести (20 августа 1992 года);
2. Закон Азербайджанской Республики о предотвращении инвалидности, реабилитации и социальной защиты инвалидов (25 августа 1992 года);
3. Закон об авторском праве и смежных правах Азербайджанской Республики (5 июня 1996 года);
4. Закон Азербайджанской Республики о порядке рассмотрения заявлений граждан (10 июня 1997 года);
5. Закон Азербайджанской Республики о свободе информации (19 июня 1998 года);
6. Закон Азербайджанской Республики о государственной защите лиц, участвующих в уголовном судопроизводстве (11 декабря 1998 года);
7. Закон о нормативных правовых актах Азербайджанской Республики (26 ноября 1999 года);
8. Закон об адвокатах и информационно-пропагандистской деятельности (28 декабря 1999 года);
9. Закон Азербайджанской Республики о государственной службе (21 июля 2000 года);
10. Закон Азербайджанской Республики о государственной регистрации и государственном реестре юридических лиц (12 декабря 2003 года);
11. Закон Азербайджанской Республики о борьбе с коррупцией (13 января 2004 года);
12. Закон Азербайджанской Республики «О государственных гарантиях равных прав для женщин и мужчин» (10 октября 2006 года)[3]

## Судебная реформа
Указ о модернизации судебной системы был подписан Президентом Азербайджана 19 января 2006 года. В регионах были созданы новые обычные и апелляционные суды. Увеличилось число судей, модернизировалось судопроизводство, обновился аппарат судов. Новая судебная система назначила апелляционные суды (состоящие из 4 палат — гражданских, уголовных, военных и административно-экономических) в 6 регионах страны для выполнения своих обязанностей по территориальной юрисдикции.
Верховный суд Нахичеванской Автономной Республики является апелляционной инстанцией первой степени для судов Нахичевани. Кассационной инстанцией для Верховного суда Нахичеванской АР является Верховный суд Азербайджанской Республики.
Новый механизм обращения непосредственно к Конституционному суду в отношении восстановления нарушенных прав и свобод был определен в соответствии с Законом о Конституционном суде (23 декабря 2003 года). Поправки к «Закону о судах и судьях» и «Законом о судебно-правовом совете», принятые в результате сотрудничества с Советом Европы имеют немаловажное значение в становлении системы судопроизводства. Был создан Судебно-правовой совет, касающийся актов, соответствующих международным принципам.
Новое законодательство регулирует неприкосновенность судей и сроки их полномочий, а также определяет срок назначения на должность судьи.  Дисциплинарная ответственность судей возложена на полномочия Судебно-правового совета, а новый орган - судьи Отборочный комитет создан для избрания кандидатов на должности судей.
Судебно-правовые реформы, проводимые в Азербайджане, были поощрены международными финансовыми институтами.  Например, в стране реализуется совместный проект Министерства юстиции и Всемирного банка, озаглавленный «Модернизация сектора правосудия». В рамках проекта были построены многочисленные здания судов, обновлена инфраструктура в этой области и внедрены современные технологии в судах.
Роль органов прокуратуры в судебной системе также рассматривалась в рамках правовых и судебных реформ, и ее деятельность соответствует международным стандартам и требованиям демократических институтов. Таким образом, был отменен ряд предыдущих полномочий государственного обвинения, ордер на выдачу арестов был предоставлен судам, контроль над судами прокуратурой был ликвидирован в соответствии с «Законом о прокуратуре» (1999 год). В результате Прокуратура Азербайджана стала независимым органом для возбуждения уголовного дела, проведения предварительного расследования, надзора за исполнением законов в деятельности следственных и оперативно-розыскных органов и представлять в качестве истца от имени государства в гражданских вопросах.

### Судебно-правовой совет
Судебно-правовой совет Азербайджана был сформирован в феврале 2005 года для реализации функций самоуправления в судебной системе в результате судебно-правовых реформ в Азербайджане. Совет состоит из 15 членов (из них 9 судей, другие - представители Президента, Парламента, Прокуратуры, Ассоциации адвокатов, Министерства юстиции), которые избираются Милли Меджлисом.
В качестве постоянно действующего независимого органа Судебно-правовой совет не зависит от законодательных, исполнительных или судебных органов, органов местного самоуправления, физических и юридических лиц по организационным, финансовым или иным вопросам. Совет отвечает за организацию судебной системы и независимость судей в Азербайджанской Республике; организацию отбора кандидатов на вакантные должности судей, которые еще не являются судьями; оценку работы судей; продвижение, ротацию судей, а также другие вопросы, связанные с судами и судьями.
Конституция Азербайджана, международные договоры, стороной которых она является, закон о судебно-правовом совете, закон «Суды и судьи» и другие законодательные акты являются правовой основой деятельности Судебно-правового совета. Он сотрудничает с законодательными, исполнительными и судебными органами, Ассоциацией адвокатов Азербайджана и научными учреждениями.
Кроме того, для обучения судей и прокуроров был создан специальный учебный отдел при Совете. Согласно новому методу отбора судей, с 2005 года были разработаны многоступенчатые процедуры, включая тестирование, письменные и устные экзамены. С другой стороны, были организованы долгосрочные учебные курсы для кандидатов на судейские должности. Ряд высших судей, экспертов из разных стран, включая Турцию; Комиссар Совета Европы по правам человека, судьи Европейского суда по правам человека, специалисты Американской Ассоциации юристов приняли участие в этих курсах.
В результате оценки деятельности судебного персонала, около 40 судей были лишены своих полномочий, возобновились кадры судов, были созданы новые обычные и региональные апелляционные суды, число судей возросло на 50%.

## Конституционная реформа
В 2002, 2009 и 2016 годах текст Конституции был изменен и дополнен новыми положениями в связи с результатами референдумов, проводимых по всей стране.

### Референдум 2002 года
Первый референдум по поправкам к тексту Конституции, инициированный президентом - Гейдаром Алиевым, состоялся в 2002 году, 24 августа. 39 изменений были внесены в 23 статьи Конституции. Эти изменения подразделяются на 7 основных групп:
- Изменения, вытекающие из обязательств, взятых Азербайджанской Республикой в Европейский Совет;
- Изменения, связанные с присоединением Азербайджанской Республики к Европейской конвенции о защите прав человека и основных свобод;
- Изменения, связанные с улучшением проведения референдума;
- Изменения в избирательном процессе в Парламент Азербайджанской Республики;
- Изменения в избирательном процессе Президента Азербайджанской Республики;
- Изменения, связанные с улучшением деятельности государственных органов;
- Изменения, связанные с проведением судебных реформ.

Согласно этим поправкам, были отменены выборы пропорционального партийного списка в парламент; гражданин страны, суды и комиссар по правам человека получили право подать апелляцию непосредственно в Конституционный суд Азербайджанской Республики; был утверждён порядок передачи полномочий президента (в случае отставки) премьер-министру вместо Председателя Милли Меджлиса; была определена процедура подсчёта результатов президентских выборов большинством голосов.

### Референдум 2009 года
Второй закон о референдуме «Поправки и дополнения к Конституции Азербайджанской Республики» был внесён на всенародный референдум 18 марта 2009 года. Конституционные нормы и принципы были приведены в соответствие к требованиям времени с 41 поправкой к 29 статьям.
Конституционные поправки от 18 марта 2009 года могут быть классифицированы в 3 группы по нескольким аспектам:
1. Первая классификация связана с обогащением конституционных норм, определяющих права и свободы человека, выявлением новых возможностей. Статья 17, определяющая конституционные основы семейных, детских и государственных отношений, была обогащена четырьмя новыми разделами. Содержание статьи 25, которая определяет право на равенство; Статья 32, которая определяет право на личный иммунитет и статью 71, которая обеспечивает права и свободы человека и гражданина, было дополнено несколькими новыми положениями;
2. Второй аспект - дальнейшее совершенствование конституционных положений, определяющих механизм государственной власти. Таким образом, предполагалось внести поправки и дополнения в статьи об организации и деятельности Милли Меджлиса, а также некоторые статьи, определяющие правовой статус Президента и судебной власти. «Срок полномочий Президента Азербайджанской Республики и Милли Меджлиса продлевается до окончания военных операций в случае, если проведение военных операций не допускает проведения выборов» было добавлено к статье 84 и статье 101;
3. Еще один аспект поправок касался улучшения конституционного статуса местного самоуправления, в частности независимости муниципалитетов. Статья 146, определяющая независимость муниципалитетов, была расширена четырьмя новыми частями. Новые положения определяют независимость муниципалитетов при определении их обязанностей для граждан, проживающих в муниципалитете, независимо от их власти, не подрывая суверенитет азербайджанского государства и сообщая Милли Меджлису о деятельности муниципалитетов в случаях и в порядке, установленных законом[8].

### Референдум 2016 года
Третий референдум по поправкам к тексту Конституции, инициированный Президентом - Ильхамом Алиевым, состоялся 26 сентября 2016 года. 34 поправки и дополнения к 23 статьям, а также 6 новых статей, которые изменяют структуру Конституции, были сделаны в соответствии с результатами референдума.
Поправки делятся на две основные категории:
1. обогащение прав и свобод человека, адаптация к международным универсальным и региональным правовым актам, совершенствование механизмов гарантий и защиты;
2. совершенствование принципа разделения властей, механизм «конфронтации и баланса», а также политическое управление и деятельность в области местного самоуправления[8].

В соответствии с первым аспектом в статью 24 добавлена защита человеческого достоинства и уважение к ней, а также принципы отсутствия дискриминации; положение о защите прав инвалидов было добавлено к статье 25; в статью 60 были внесены поправки с целью усиления административной и судебной поддержки прав и свобод в соответствии с результатами референдума 2016 года.
Во втором аспекте возрастной предел для назначения и отбора на определённые должности был исключён в статьях 85, 100, 121 и 126 в результате референдума. В статью 103 добавлено положение 103.1, которое определяет формирование института вице-президента; и было сделано несколько поправок к статьям 105 и 106, вытекающим из положения 103.1.

## Офис Омбудсмена
Будучи участником работы Совета Европы с 1996 года, Азербайджан начал разрабатывать эффективный механизм для совершенствования национального законодательства до уровня европейских стандартов. В рамках этой деятельности, 22 февраля 1998 года президент Азербайджана издал указ «О мерах по обеспечению прав и свобод человека и гражданина», согласно которому, Государственная программа по защите прав человека была утверждена Указом 18 июня 1998 года. В рамках этой программы был создан Институт омбудсмена. Это произошло 28 декабря 2001 года после принятия Конституционного закона «О комиссаре по правам человека (омбудсмена) Азербайджанской Республики». Было 1 сентября 2004 года, 3 марта 2006 года, 19 октября 2007 года, 19 июня 2009 года, 26 ноября 2009 года, 6 мая 2011 года, 24 июня 2011 года, 27 июня 2014 года и 15 апреля 2016 года к этому закону было внесено несколько поправок.
Эльмира Сулейманова была назначена Уполномоченным по правам человека (Омбудсмен) в соответствии с Решением № 362 Парламента Азербайджана от 2 июля 2002 года.
Главная цель этого института - восстановить нарушенные права и свободы человека в соответствии с Конституцией Азербайджана и международными договорами, участником которых является Азербайджан. Деятельность Омбудсмена в области прав человека включает защиту прав и свобод человека и гражданина, контроль и анализ статуса прав человека и граждан. Комиссар также занимается определением недостатков и нарушений.
Институт омбудсмена также восстанавливает и предотвращает нарушение прав и свобод человека, согласно Факультативному протоколу к «Конвенции против пыток и других жестоких, бесчеловечных или унижающих достоинство видов обращения и наказания», а также в соответствии с Приказом Президента Азербайджана от 13 января 2009 года.
Одним из важных шагов в области прав человека стало принятие Национального плана действий по защите прав человека в Азербайджанской Республике. Национальный план действий был подготовлен на основе предложений ряда государственных органов, в том числе Министерства иностранных дел, и был утвержден Указом Президента № 1889 от 28 декабря 2006 года.
В 2007-2008 годах был принят ряд мер по реализации Национального плана действий по защите прав человека в Азербайджанской Республике. По инициативе Управления омбудсмена, планируется создать официальный сайт Национального плана действий в области прав человека (NHRAP). На сайте будет представлена информация о статусе реализации Национального плана, периодических докладах, мнениях рабочих групп и так далее.

## Портал юридических электронных услуг
Портал юридических электронных услуг был разработан для модернизации судебной системы страны по инициативе Министерства юстиции. Данный проект был осуществлен совместно с Всемирным банком. Услуги Портала включают в себя предоставление информации о рабочем времени, местонахождении судебных учреждений, регистрации Национального плана, правилах нотариальных действий и других документах, сборов и исполнения судебных решений.

## Международные отношения

### Совет Европы
Азербайджан принял участие в работе Совета Европы в качестве специального гостя с 28 июня 1996 года и стал полноправным членом 25 января 2001 года. В связи  с этим, был подписан ряд распоряжений Президента Азербайджана: «О выполнении мер программы сотрудничества между Советом Европы и Азербайджанской Республикой» (8 июля 1996 года); «Меры, направленные на расширение сотрудничества между Советом Европы и Азербайджанской Республикой» (20 января 1998 года); «Меры по расширению сотрудничества между Советом Европы и Азербайджанской Республикой и защите интересов Азербайджанской Республики в Совете Европы» (14 мая 1999 года). Началось применение уголовных, уголовно-процессуальных, гражданских, гражданско-процессуальных кодексов Азербайджанской Республики в соответствии с европейскими стандартами и нормами. В рамках программы, парламент принял законы «О Конституционном суде», «О судах и судьях», «О полиции», «О прокуратуре», «Адвокаты и адвокатура». Смертная казнь была отменена в 1998 году. Указ президента «О мерах по обеспечению прав и свобод человека и гражданина» (22 февраля 1998 года) был принят для осуществления мер в области прав человека. 22 февраля 1998 года была принята «Государственная программа защиты прав человека» для совершенствования правовых механизмов, развития сотрудничества с международными организациями и подготовки специалистов по выполнению своих обязанностей. «Закон о средствах массовой информации» был принят в декабре 1999 года в результате сотрудничества с Советом Европы по отмене цензуры в средствах массовой информации.
Став полноправным членом Совета Европы, Азербайджан принял конституционный закон «О комиссаре по правам человека Азербайджанской Республики» от 28 декабря 2001 года, чтобы сформировать институт омбудсмена в стране. Европейская конвенция о правах человека и протоколы к ней № 1, 4, 6 и 7 были ратифицированы парламентом 25 декабря 2001 года.

### Европейский суд по права человека
Азербайджан признал юрисдикцию Европейского суда по правам человека 15 апреля 2002 года после ратификации парламентом Азербайджана Европейской конвенции о защите прав человека и основных свобод. Верховному суду и другим судебным органам было рекомендовано организовать изучение судебного преследования Европейского суда в соответствии с приказом президента Азербайджана «О модернизации судебной системы». В результате на Пленуме Верховного суда Азербайджана был принят Указ «О применении положений Европейской конвенции о защите прав человека и основных свобод» прецедентов Европейского суда по правам человека »(30 марта 2006 года) Республика.

### Проекты
Завершённый проект: Повышение эффективности и качества судебных услуг в Азербайджанской Республике.
Текущие проекты: применение Европейской конвенции о защите прав человека и прецедентного права Европейского суда по правам человека в Азербайджане; дальнейшая поддержка реформы пенитенциарной системы в Азербайджане.

## Всемирный банк
Всемирный банк оказывает финансовую поддержку правительству Азербайджана в области правовых реформ. В течение 2006-2014 годов в рамках сотрудничества с ВБ были реализованы проекты строительства 30 корпусов и комплексов судов, новых зданий с передовыми информационными технологиями для 4 региональных судов. Персоналу Судебно-правового совета, Министерства юстиции были предоставлены современные информационно-коммуникационные технологии, был создан единый интернет-портал судебной системы, более 1500 судей и персонал юридической и судебной системы прошли обучение с целью улучшения их знания об информационно-коммуникационных технологиях (ИКТ).

### Проекты
- Проект модернизации судей (завершен)[27][28]
- Проект о предоставлении судебных услуг и интеллектуальной инфраструктуре: План управления окружающей средой (в процессе)[28].

## Внешние ссылки
официальный сайт Омбудсмена АР Архивная копия от 15 октября 2018 на Wayback Machine
официальный сайт Президента АР Архивная копия от 11 ноября 2018 на Wayback Machine
официальный сайт Всемирного банка АР Архивная копия от 5 марта 2016 на Wayback Machine
официальный сайт Верховного Суда АР Архивная копия от 15 октября 2018 на Wayback Machine
официальный сайт Министерства юстиции Архивная копия от 27 июня 2017 на Wayback Machine
официальный сайт Парламента АР Архивная копия от 10 декабря 2010 на Wayback Machine